# Haarspecht
De haarspecht (Leuconotopicus villosus synoniem: Picoides villosus) is een vogel uit de familie van de spechten (Picidae). 

## Verspreiding en leefgebied
Deze soort komt voor in Noord- en Midden-Amerika en telt zeventien ondersoorten:
- L. v. septentrionalis: van zuidelijk Alaska tot Ontario tot New Mexico.
- L. v. picoideus: Koningin Charlotte-eilanden.
- L. v. harrisi: van zuidoostelijk Alaska tot noordelijk Californië.
- L. v. terraenovae: Newfoundland.
- L. v. villosus: zuidoostelijk Canada en noordelijk midden en noordoostelijk Verenigde Staten.
- L. v. orius: van zuidelijk Brits Columbia tot zuidoostelijk Californië en zuidwestelijk Utah.
- L. v. monticola: van midden Brits Columbia tot noordelijk New Mexico.
- L. v. leucothorectis: van zuidoostelijk Californië en westelijk Texas.
- L. v. audubonii: zuidoostelijke Verenigde Staten.
- L. v. hyloscopus: westelijk en zuidelijk Californië en noordelijk Baja California.
- L. v. icastus: van zuidoostelijk Arizona en New Mexico tot westelijk Mexico.
- L. v. intermedius: oostelijk Mexico.
- L. v. jardinii: centraal Mexico.
- L. v. sanctorum: van zuidoostelijk Mexico tot noordwestelijk Nicaragua.
- L. v. extimus: van Costa Rica tot westelijk Panama.
- L. v. piger: noordelijke Bahama's.
- L. v. maynardi: zuidelijke Bahama's.

## Status
De grootte van de populatie is in 2019 geschat op 8,9 miljoen volwassen vogels. Op de Rode lijst van de IUCN heeft deze soort de status niet bedreigd.